# John Shadden
John Thomas Shadden (Long Beach (Califórnia), 10 de maio de 1963) é um velejador estadunidense. 

## Carreira
John Shadden representou seu país nos Jogos Olímpicos de 1988, na qual conquistou a medalha de bronze classe 470 em 1988. 